# Carlia luctuosa
Carlia luctuosa — вид сцинкоподібних ящірок родини сцинкових (Scincidae). Ендемік Папуа Нової Гвінеї.

## Поширення і екологія
Carlia luctuosa мешкають на південному сході Нової Гвінеї, в Центральній провінції Папуа Нової Гвінеї, від Капакапи на схід до річки Ангабунга. Вони живуть у вологих тропічних лісах, у вторинних заростях, на плантаціях і в садах. Зустрічаються на висоті до 600 м над рівнем моря.